# クロスターノイブルク
クロスターノイブルク (Klosterneuburg) は、オーストリア・ニーダーエスターライヒ州のウィーン＝ウムゲーブング郡にある基礎自治体（ゲマインデ）。ウィーンの北、ドナウ川沿いに位置している。中世にドナウ川の流れが変化し、対岸の双子都市であるコルノイブルク (en:Korneuburg) と分かれた。

## 歴史
街はレオポルト3世により建設され、有名なクロスターノイブルク修道院 (en:Klosterneuburg Monastery) とともに発展した。レオポルト3世とレオポルト6世は、この街に住んだ。
ローマ時代、キチオンの城がこのエリアに存在した。町はカール大帝により創設され、1298年に町としての憲章が与えられた。クロスターノイブルクは、開拓者の重要な拠点として、軍事施設や店、学校などが建てられ、ブドウ栽培や果樹園学の連邦研究機関が存在する。